# The Devil to Pay!
Pour plus de détails, voir Fiche technique et Distribution.
The Devil to Pay! est un film américain réalisé par George Fitzmaurice, sorti en 1930.

## Fiche technique
- Titre : The Devil to Pay!
- Réalisation : George Fitzmaurice, assisté de Bruce Humberstone (non crédité)
- Scénario : Frederick Lonsdale et Benjamin Glazer
- Production : George Fitzmaurice, Samuel Goldwyn
- Musique : Alfred Newman
- Photographie : George Barnes et Gregg Toland
- Montage : Grant Whytock
- Pays d'origine : États-Unis
- Format : Noir et blanc - 1,37:1 - Mono
- Genre : Comédie
- Durée : 72 minutes
- Date de sortie : 1930

## Distribution
- Ronald Colman : Willie Hale
- Frederick Kerr : Lord Leland
- Loretta Young : Dorothy Hope
- David Torrence : Mr. Hope
- Florence Britton : Susan Hale
- Myrna Loy : Mary Crayle
- Paul Cavanagh : Le Grand Duc Paul